# قايدو بيك
قايدو بيك (بالإسبانية: Guido Beck؛ بالبرتغالية: Guido Beck) هو فيزيائي أرجنتيني وبرازيلي، ولد في 29 أغسطس 1903 في ليبيريتس في التشيك، وتوفي في 21 أكتوبر 1988 في ريو دي جانيرو في البرازيل بسبب حادث مرور.